# Caius Blossius
Caius Blossius (? – i. e. 129) görög filozófus.
Cumaeban, a mai Olaszország Campania régiójában született. Tanítója és bizalmas barátja volt Tiberius Gracchusnak, akinek reformterveit helyeselte. Tiberius halála után önként jelentkezett, mint a megölt Gracchus híve, mire elfogták, de az i. e. 132-ben megejtett vizsgálat során sikerült Pergamonba menekülnie, ahol Andronikosz trónkövetelőhöz csatlakozott. Andronikosz legyőzetése után öngyilkos lett. Munkái nem maradtak fenn.